# 富山県道330号小川寺木下新線
富山県道330号小川寺木下新線（とやまけんどう330ごう おがわじきのしたしんせん）は、富山県魚津市のうち、小川寺と木下新を結ぶ一般県道である。

## 概要
旧天神村の中心道路であり、沿線には天神山城、魚津歴史民俗博物館、新川学びの森天神山交流館（かつての洗足学園魚津短期大学）、金太郎温泉など、名所も多い。
かつては『上往来』と呼ばれていたものの、長い間小川寺と天神山裾の間坂間は県道予定線であり、車馬の往来が出来なかった。その後1973年の魚津国際カントリークラブ開設に合わせて、小川寺 - 天神新間の道路が開設され、1976年には同区間の舗装が完了した。
- 起点：富山県魚津市小川寺
- 終点：富山県魚津市木下新

## 通過する自治体
- 富山県
  - 魚津市

## 交差する道路
- 富山県道67号宇奈月大沢野線（起点）
- 富山県道126号福平経田線（重複）
- 富山県道150号魚津入善線（終点）